# Symploce incuriosa
Symploce incuriosa es una especie de cucaracha del género Symploce, familia Ectobiidae. Fue descripta por primera vez por Saussure en 1899.

## Distribución
Esta especie se encuentra en Tanzania, Zimbabue, Zambia, Sudáfrica, Botsuana, Namibia y Uganda.